# Iver Madsen Wiel
 Der er for få eller ingen kildehenvisninger i denne artikel, hvilket er et problem. Du kan hjælpe ved at angive troværdige kilder til de påstande, som fremføres i artiklen.

Iver Madsen Wiel (20. maj 1711 – 9. maj 1756) var en norsk foged og topografisk forfatter.
Iver Madsen Wiel blev født på Strømsø (Drammen). Forældrene var handelsmand Mads Jensen Wiel (død 1716) og Susanne Clausdatter født Røyem (død 1730).
Han deponerede 1729 som privatist fra Drammen og opholdt sig derefter hos sin broder lagmand Truls Wiel i Skien, hvem han hjalp ved embedets bestyrelse. 1736 blev han foged på Ringerige og Hallingdal og døde som sådan i 1756.
Siden 1734 levede han i barnløst ægteskab med Barbara Maria de Rohde (født 1717 død 1785), datter af toldkontrollør Ulrik Antoni de Rohde og Alhed Tyrholm.
I Norges topografiske litteratur har Wiel vundet et godt navn ved sin Beskrivelse over Ringeriges og Hallingdals Fogderi, forfattet 1743, men først trykt 60 år efter i Topographisk Journal for Norge. I denne bygdebeskrivelse, der er skrevet med liv og lyst, meddeler han en hel del endnu værdifulde historiske efterretninger og beskæftiger sig i stor udstrækning med distriktets oldsager og folketraditioner.
Selv har Wiel kun udgivet en poetisk Budstikke til Almuen, hvorved han sammenkaldte fogderiets bønder til at fejre kongehusets jubilæumsfest 1749. I 1751 blev han optaget som medlem af Det kongelige danske Selskab for Fædrelandets Historie. Han havde samlet et godt bibliotek og ikke få håndskrifter.